# أبو الحسن الطبري
أحمد بن محمد أبو الحسن الطبري (توفي نحو 360 هـ / 970 م) هو طبيب، من أهل طبرستان.
كان طبيب الأمير ركن الدولة. له كناش سماه «المعالجة البقراطية» ، نسخة مخطوطة منها في مكتبة شستربتي (3994)، قال عنها ابن أبي أصيبعة: «من أجّل الكتب وأنفعها».